# Elmer Elephant
Elmer Elephant (Brasil: O Elefante Elmer) é curta-metragem de animação da Disney da série Silly Symphonies. Foi dirigido por Wilfred Jackson e lançado em 28 de março de 1936.

## Enredo
O curta conta a história de um tímido elefante chamado Elmer. Nesta história, ele é convidado a festa de aniversário da Tillie Tigresa, trazendo-lhe um buquê de flores. Tillie ama Elmer, mas os outros animais tiram sarro de seu nariz (tronco) e cruelmente zombam dele quando Tillie não está por perto para defendê-lo. Com o coração partido pela sua provocação, Elmer deixa a festa e chora em frente à lagoa próxima. Elmer é tranquilizado por uma idosa girafa nas proximidades chamado Joe, que admite que ele costumava sofrer a mesma provocação por causa do seu pescoço. Ocorre então um incêndio na casa da árvore de Tillie, com ela dentro. Os esforços de resgate por parte dos filhotes, bem como os macacos bombeiros revelar-se inútil. Com a ajuda de Joe Girafa e alguns pelicanos que se assemelham a Jimmy Durante, Elmer apaga com sucesso o fogo e resgata Tillie.

## Aparições posteriores
Elmer mais tarde viria a estrelar uma série na história em quadrinhos de Silly Symphonies, mesmo recebendo sua própria série, ela não durou muito tempo. Como Os Três Porquinhos antes dele, ele também se tornaria um personagem popular na merchandising. No entanto, com as exceções de participações rápidas em Silly Symphonies como  Toby Tortoise Returns e uma aparição em Uma Cilada para Roger Rabbit ao lado de Joey Hippo, Elmer nunca foi novamente destaque em uma animação e ele nunca apareceu na House of Mouse.
Hoje, o curta Elmer Elephant pode ser visto no DVD de Silly Symphonies definido na linha da primeira onda da Walt Disney Treasures. Também foi incluído como uma característica bônus, ao lado do companheiro do curta também de Silly Symphonies, The Flying Mouse, em ambos os lançamentos em DVD de Dumbo. De 1983 a 1997, seu curta também foi tema de destaque no DTV vídeo da música de "Owner of a Lonely Heart" de Sim, e destaque em um episódio de Cante uma História com Bela.
Os macacos e avestruzes que aparecem no curta têm sido apontados como parecido com personagens criados para o Donkey Kong Country da Nintendo na década de 1990.